# Japonicalia
 Japonicalia  C.Ren & Q.E.Yang, 2017 è un genere di piante angiosperme dicotiledoni della famiglia delle Asteraceae (sottofamiglia Asteroideae).

## Etimologia
Il nome scientifico del genere è stato definito dai botanici Chen Ren e Qin Er Yang nella pubblicazione "Botanical Journal of the Linnean Society" ( Bot. J. Linn. Soc. 184(4): 432) del 2017.

## Descrizione

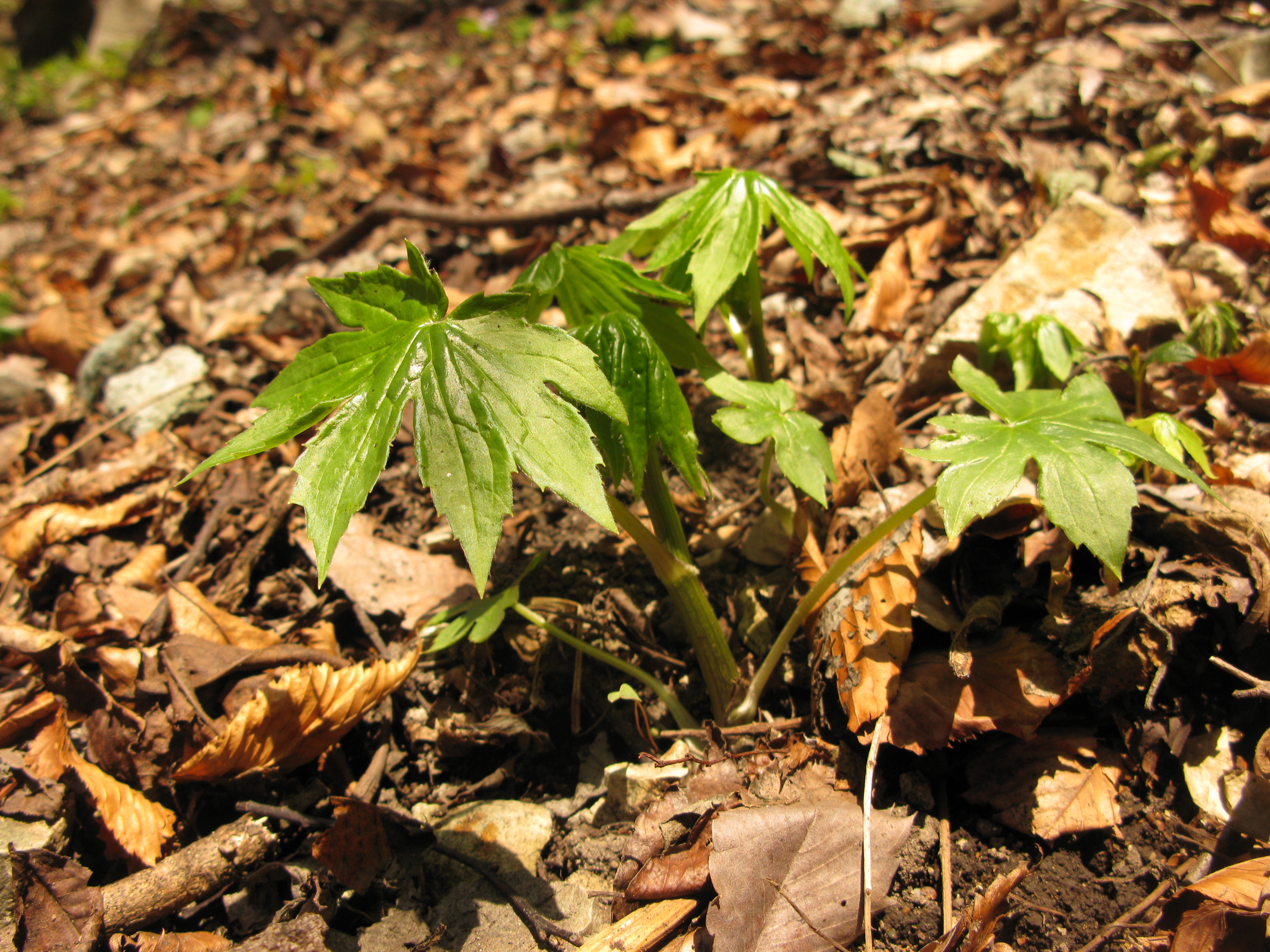
Le foglie
Japonicalia delphiniifolia

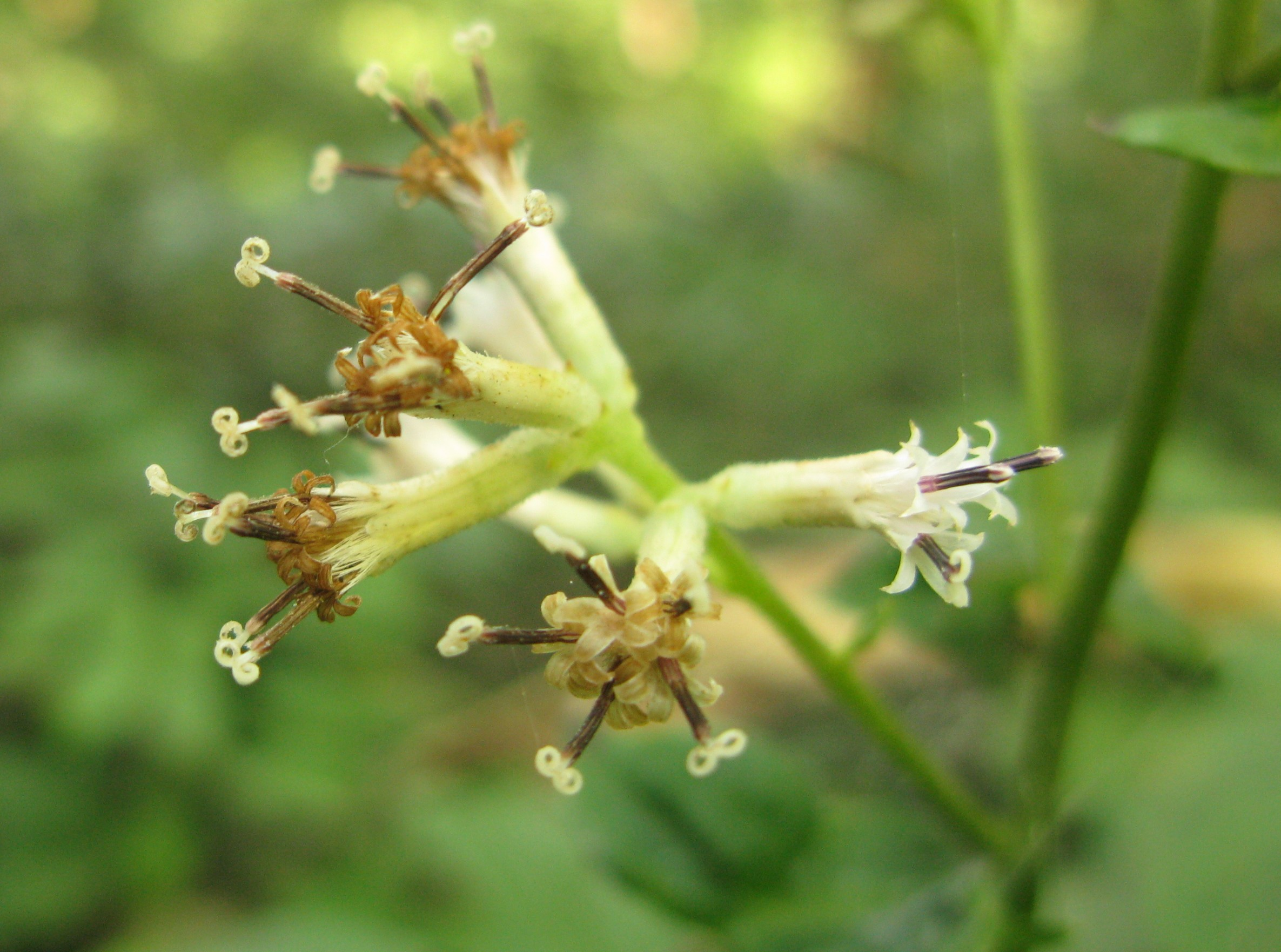
Infiorescenza
Japonicalia delphiniifolia

Habitus. Le specie di questo genere hanno un habitus di tipo erbaceo perenne. Le superfici delle piante possono essere sia glabre che pubescenti per peli semplici.
Radici. Le radici sono secondarie da rizoma (i rizomi sono sottili).
Fusto. La parte aerea in genere è eretta, semplice o ramosa. I fusti in genere sono solitari.
Foglie. Le foglie sono cauline ma raccolte nella parte basale e disposte in modo alternato e sono picciolate, sono numerose e piccole. Il contorno della lamina è palmatifido o anche da reniforme orbicolare.
Infiorescenza. Le sinflorescenze sono composte da diversi capolini raccolti in corimbi o strutture corimboso–panicolate. Le infiorescenze vere e proprie sono formate da un capolino terminale peduncolato di tipo discoide. Alla base dell'involucro (la struttura principale del capolino) può essere presente un grande calice formato da alcune brattee fogliacee (ma non sempre è presente). I capolini sono formati da un involucro, con forme cilindriche, composto da 5 brattee, al cui interno un ricettacolo fa da base ai fiori. Le brattee sono disposte in modo più o meno embricato di solito su una sola serie e possono essere connate alla base. Il ricettacolo, a volte alveolato, è nudo (senza pagliette a protezione della base dei fiori); la forma è convessa, piatta o conica.
Fiori.  I fiori (5 per capolino) sono tetra-ciclici (formati cioè da 4 verticilli: calice – corolla – androceo – gineceo) e pentameri (calice e corolla formati da 5 elementi). Sono inoltre ermafroditi, tubulosi e actinomorfi.
- Formula fiorale:

*/x K {\displaystyle \infty }, [C (5), A (5)], G 2 (infero), achenio
- Calice: i sepali del calice sono ridotti ad una coroncina di squame.
- Corolla: nella parte inferiore i petali della corolla sono saldati insieme e formano un tubo. In particolare le corolle dei fiori del disco centrale (tubulosi) terminano con delle fauci dilatate a raggiera con cinque brevi lobi più o meno patenti. Il colore delle corolle è bianco.
- Androceo: gli stami sono 5 con dei filamenti liberi. La parte basale del collare dei filamenti può essere dilatata. Le antere invece sono saldate fra di loro e formano un manicotto che circonda lo stilo. Le antere sono senza coda ("ecaudate") oppure sono sagittate o anche minutamente auricolate; a volte sono presenti delle appendici apicali che possono avere varie forme (principalmente lanceolate). La struttura delle antere è di tipo tetrasporangiato, raramente sono bisporangiate. Il tessuto endoteciale è radiale o polarizzato. Il polline è tricolporato (tipo "helianthoid").[11]
- Gineceo: lo stilo è biforcato con due stigmi nella parte apicale. La forma degli stigmi varia da subtroncata a ottusa; possono essere ricoperti da minute papille. Le superfici stigmatiche sono continue.  L'ovario è infero uniloculare formato da 2 carpelli.

Frutti. I frutti sono degli acheni con pappo. La forma degli acheni è oblunga; la superficie è percorsa da diverse coste longitudinali e può essere glabra. Non sempre il carpoforo è distinguibile e sono privi di becco. Il pappo è formato da numerose setole snelle, bianche o fulve.

## Biologia
Impollinazione: l'impollinazione avviene tramite insetti (impollinazione entomogama tramite farfalle diurne e notturne).

Riproduzione: la fecondazione avviene fondamentalmente tramite l'impollinazione dei fiori (vedi sopra).

Dispersione: i semi (gli acheni) cadendo a terra sono successivamente dispersi soprattutto da insetti tipo formiche (disseminazione mirmecoria). In questo tipo di piante avviene anche un altro tipo di dispersione: zoocoria. Infatti gli uncini delle brattee dell'involucro (se presenti) si agganciano ai peli degli animali di passaggio disperdendo così anche su lunghe distanze i semi della pianta. Inoltre per merito del pappo il vento può trasportare i semi anche a distanza di alcuni chilometri (disseminazione anemocora).

## Distribuzione e habitat
Le specie di questo genere sono distribuite in Cina e Giappone o endemiche del Giappone.

## Tassonomia
La famiglia di appartenenza di questa voce (Asteraceae o Compositae, nomen conservandum) probabilmente originaria del Sud America, è la più numerosa del mondo vegetale, comprende oltre 23.000 specie distribuite su 1.535 generi, oppure 22.750 specie e 1.530 generi secondo altre fonti (una delle checklist più aggiornata elenca fino a 1.679 generi). La famiglia attualmente (2021) è divisa in 16 sottofamiglie; la sottofamiglia Asteroideae è una di queste e rappresenta l'evoluzione più recente di tutta la famiglia.

### Filogenesi
Il genere di questa voce appartiene alla sottotribù Tussilagininae della tribù Senecioneae (una delle 21 tribù della sottofamiglia Asteroideae). La sottotribù descritta in tempi moderni da Bremer (1994), dopo le analisi di tipo filogenetico sul DNA del plastidio (Pelser et al., 2007) è risultata parafiletica con le sottotribù Othonninae e Brachyglottidinae annidiate al suo interno. Attualmente con questa nuova circoscrizione la sottotribù Tussilagininae s.s. risulta suddivisa in quattro subcladi.
Il genere di questa voce appartiene al subclade chiamato "L-C-P" (complesso Ligularia-Cremanthodium Parasenecio Liu et al., 2006) formato inizialmente dai seguenti generi: Cremanthodium, Farfugium, Ligularia, Ligulariopsis, Miricacalia, Parasenecio, Sinacalia , Syneilesis. Questo gruppo, in gran parte asiatico, del quale alcuni genere non sono monofiletici (Parasenecio, Cremanthodium e Ligularia), è risultato, da un punto di vista filogenetico, molto complesso e articolato (le prime analisi ne hanno evidenziato una estesa politomia). Uno dei pochi assemblaggi, nidificati all'interno del complesso L-C-P, che riceve un elevato supporto dalle analisi filogenetiche del DNA del ITS (Internal Transcribed Spacer) e del DNA del plastidio, è la sottotribù informale Tephroseridinae Jeffrey & Chen, 1984 composta dai generi Nemosenecio, Sinosenecio e Tephroseris.
Il genere di questa voce è stato recentemente segregato dal genere polifiletico Parasenecio. In particolare la sua sect. Delphiniifolii  (H.Koyama) H.Koyama si è dimostrata lontanamente imparentata con il nucleo Parasenecio, mentre dalle analisi del DNA risulta formare con il genere Miricacalia un "gruppo fratello". Questa segregazione è anche supportata dalla particolare morfologia dell'infiorescenza. Con il genere Miricacalia, il genere di questa voce ha in comune un evidente calice alla base dell'involucro, ma si distingue per le piccole ma numerose foglie, per i fiori bianchi e gli acheni privi di becco (in Miricacalia le foglie sono poche e grandi, i fiori sono gialli e gli acheni hanno il becco).
l cladogramma seguente, tratto dallo studio citato e semplificato, mostra una possibile configurazione filogenetica del gruppo (il cladogramma deriva dalle analisi del DNA dei plastidi; un cladogramma lievemente diverso si ottiene dalle analisi dal DNA del nucleo dei ribosomi). I due nuovi generi Taimingasa e Vickifunkia risultano da una segregazione dal genere Parasenecio e rispettivamente da Ligularia.
|  | Parasenecio - Sinacalia |
|  |                         |
|  | Vickifunkia             |
|  |                         |

|  | Syneilesis - Taimingasa - Ligularia 1                       |
|  |                                                             |
|  | \| \| Japonicalia \| \| \| \| \| \| Miricacalia \| \| \| \| |
|  |                                                             |
|  | Japonicalia                                                 |
|  |                                                             |
|  | Miricacalia                                                 |
|  |                                                             |

|  | Japonicalia |
|  |             |
|  | Miricacalia |
|  |             |

|  | Parasenecio - Sinacalia |
|  |                         |
|  | Vickifunkia             |
|  |                         |

|  | Syneilesis - Taimingasa - Ligularia 1                       |
|  |                                                             |
|  | \| \| Japonicalia \| \| \| \| \| \| Miricacalia \| \| \| \| |
|  |                                                             |
|  | Japonicalia                                                 |
|  |                                                             |
|  | Miricacalia                                                 |
|  |                                                             |

|  | Japonicalia |
|  |             |
|  | Miricacalia |
|  |             |

|  | Cremanthodium 2 - Ligularia 3                             |
|  |                                                           |
|  | Tephroseridinae (Nemosenecio - Sinosenecio - Tephroseris) |
|  |                                                           |

|  | Parasenecio - Sinacalia |
|  |                         |
|  | Vickifunkia             |
|  |                         |

|  | Syneilesis - Taimingasa - Ligularia 1                       |
|  |                                                             |
|  | \| \| Japonicalia \| \| \| \| \| \| Miricacalia \| \| \| \| |
|  |                                                             |
|  | Japonicalia                                                 |
|  |                                                             |
|  | Miricacalia                                                 |
|  |                                                             |

|  | Japonicalia |
|  |             |
|  | Miricacalia |
|  |             |

|  | Parasenecio - Sinacalia |
|  |                         |
|  | Vickifunkia             |
|  |                         |

|  | Syneilesis - Taimingasa - Ligularia 1                       |
|  |                                                             |
|  | \| \| Japonicalia \| \| \| \| \| \| Miricacalia \| \| \| \| |
|  |                                                             |
|  | Japonicalia                                                 |
|  |                                                             |
|  | Miricacalia                                                 |
|  |                                                             |

|  | Japonicalia |
|  |             |
|  | Miricacalia |
|  |             |

|  | Cremanthodium 2 - Ligularia 3                             |
|  |                                                           |
|  | Tephroseridinae (Nemosenecio - Sinosenecio - Tephroseris) |
|  |                                                           |

|  | Parasenecio - Sinacalia |
|  |                         |
|  | Vickifunkia             |
|  |                         |

|  | Syneilesis - Taimingasa - Ligularia 1                       |
|  |                                                             |
|  | \| \| Japonicalia \| \| \| \| \| \| Miricacalia \| \| \| \| |
|  |                                                             |
|  | Japonicalia                                                 |
|  |                                                             |
|  | Miricacalia                                                 |
|  |                                                             |

|  | Japonicalia |
|  |             |
|  | Miricacalia |
|  |             |

|  | Parasenecio - Sinacalia |
|  |                         |
|  | Vickifunkia             |
|  |                         |

|  | Syneilesis - Taimingasa - Ligularia 1                       |
|  |                                                             |
|  | \| \| Japonicalia \| \| \| \| \| \| Miricacalia \| \| \| \| |
|  |                                                             |
|  | Japonicalia                                                 |
|  |                                                             |
|  | Miricacalia                                                 |
|  |                                                             |

|  | Japonicalia |
|  |             |
|  | Miricacalia |
|  |             |

|  | Cremanthodium 2 - Ligularia 3                             |
|  |                                                           |
|  | Tephroseridinae (Nemosenecio - Sinosenecio - Tephroseris) |
|  |                                                           |

|  | Parasenecio - Sinacalia |
|  |                         |
|  | Vickifunkia             |
|  |                         |

|  | Syneilesis - Taimingasa - Ligularia 1                       |
|  |                                                             |
|  | \| \| Japonicalia \| \| \| \| \| \| Miricacalia \| \| \| \| |
|  |                                                             |
|  | Japonicalia                                                 |
|  |                                                             |
|  | Miricacalia                                                 |
|  |                                                             |

|  | Japonicalia |
|  |             |
|  | Miricacalia |
|  |             |

|  | Parasenecio - Sinacalia |
|  |                         |
|  | Vickifunkia             |
|  |                         |

|  | Syneilesis - Taimingasa - Ligularia 1                       |
|  |                                                             |
|  | \| \| Japonicalia \| \| \| \| \| \| Miricacalia \| \| \| \| |
|  |                                                             |
|  | Japonicalia                                                 |
|  |                                                             |
|  | Miricacalia                                                 |
|  |                                                             |

|  | Japonicalia |
|  |             |
|  | Miricacalia |
|  |             |

|  | Cremanthodium 2 - Ligularia 3                             |
|  |                                                           |
|  | Tephroseridinae (Nemosenecio - Sinosenecio - Tephroseris) |
|  |                                                           |

I caratteri distintivi del genere  Japonicalia sono:
- le foglie sono palmatifide, piccole e nunerose;
- le sinflorescenze sono del tipo corimbiforme o corimbiforme–panicolate;
- i fiori sono bianchi;
- gli acheni sono privi di becco;
- il numero cromosomico è: 2n = 52.

Il numero cromosomico delle specie di questo genere è: 2n = 52 .

### Elenco delle specie
Questo genere ha 3 specie:
- Japonicalia delphiniifolia (Siebold & Zucc.) C.Ren & Q.E.Yang
- Japonicalia kiusiana  (Makino) C.Ren & Q.E.Yang
- Japonicalia tebakoensis  (Makino) C.Ren & Q.E.Yang